# Uropsilus andersoni
Uropsilus andersoni — вид ссавців родини Talpidae. Це ендемік Китаю. Його видову назву «андерсоні» було обрано на честь американського наукового колекціонера Малкольма Плейфера Андерсона.